# 마누차르 츠하다이아
마누차르 츠하다이아(조지아어: მანუჩარ ცხადაია, 1985년 3월 19일~)는 조지아의 전직 레슬링 선수이다. 2012년 하계 올림픽에서 남자 그레코로만형 라이트급 동메달을 획득했으며, 세계 선수권 대회에서 은메달 2개를 획득했다.